# Turritopsis chevalense
Turritopsis chevalense är en nässeldjursart som beskrevs av Thorneley 1904. Turritopsis chevalense ingår i släktet Turritopsis och familjen Oceanidae. Inga underarter finns listade i Catalogue of Life.